# Forstærkningsmanden
Forstærkningsmanden eller Minder fra 64 er en dansk stum krigsfilm fra 1912 produceret af Filmfabrikken Skandinavien og instrueret af H.O. Carlsson efter eget manuskript. 	
I filmen medvirkede flere hundrede danske underofficerer, ligesom alle uniformer og våben i filmen var originale fra 1864 og udlånt af Tøjhuset i København.
Filmen havde dansk premiere den 18. marts 1912 i Filmfabrikkens egen biograf, Biorama.

## Handling
Filmen er et krigsdrama Skildringer fra krigen mellem Danmark og Tyskland 1864.
Den brave danske håndværker Jens Peter Jensen, Forstærkningsmanden, indkaldes til hæren til at kæmpe i 2. Slesvigske Krig. Det slås lejr ved Dannevirke, men hæren må tærkke sig tilbage. Under tilbagetrækningen opstår kampe med østrigske tropper og Forstærkningsmanden kæmper bravt. Filmens viser flere scener fra krigen, Sønderborgs bombadement, Stormen på Dybbøl, kampene ved Vejle m.fl.

## Medvirkende
- Christian Petersen som Forstærkningsmanden, Jens P. Jensen
- Alma Lagoni, som Marie, Jens' hustru
- Jørgen Lund som Tysk generalmajor
- Jon Iversen, som Carl Gram
- Ludvig Nathansen som  Hugo, Carls ven
- Carl Petersen som Dansk major
- Nicolai Brechling	som Løjtnant Ancher
- Johannes Kilian som Hummelgaard, pensionist
- Karen Brandt som Sygeplejerske
- Dora Petersen som En sønderjysk kone
- Aage Brandt som Nr. 612, Kragh af 1. regiment